# كيذر دونوهيو
كيذر دونوهيو (بالإنجليزية: Kether Donohue) مواليد (22 أغسطس، 1985) مُمثلة، مغنية وممثلة أصوات أمريكية. إشتهرت بأدائها شخصية لينزي في مُسلسل أنت الأسوأ على قناة «FXX/FX» منذ 2014، ودورها الغنائي في فيلم طبقة الصوت المثالية.

## أبرز أعمالها

### أعمال سينمائية
- 2012:طبقة الصوت المثالية
- 2015: طبقة الصوت المثالية 2

### أعمال تلفزيونية
- 2005: هوب وفيث
- 2014-الآن: أنت الأسوأ

### تمثيل صوتي
- 2007: ملك الديناصورات
- 2006: كابا مايكي

## وصلات خارجية
- الموقع الرسمي
- كيذر دونوهيو  في شبكة أخبار الأنمي
- كيذر دونوهيو على موقع IMDb (الإنجليزية)
- كيذر دونوهيو على موقع ميتاكريتيك (الإنجليزية)
- كيذر دونوهيو على موقع قاعدة بيانات الأفلام العربية
- كيذر دونوهيو على موقع ألو سيني (الفرنسية)
- كيذر دونوهيو على موقع ميوزك برينز (الإنجليزية)
- كيذر دونوهيو على موقع تيرنر كلاسيك موفيز (الإنجليزية)
- كيذر دونوهيو على موقع أول موفي (الإنجليزية)
- كيذر دونوهيو على موقع أول ميوزيك (الإنجليزية)
- كيذر دونوهيو على موقع ديسكوغز (الإنجليزية)
- كيذر دونوهيو على موقع قاعدة بيانات الفيلم (الإنجليزية)